# 小泉浩一郎
小泉 浩一郎（こいずみ こういちろう、1940年(昭和15年)11月6日 - 2023年(令和5年)10月30日）は、日本近代文学研究者、東海大学名誉教授。
長野県更埴市（現、千曲市）生まれ。1963年東京教育大学文学部国語学国文学科卒、68年同大学院文学研究科博士課程満期退学、1973年大東文化大学専任講師、1979年東海大学文学部専任講師、助教授、教授、2011年退任、名誉教授。

## 著書
- 『森鷗外論 実証と批評』明治書院、1981
- 『テキストのなかの作家たち』翰林書房、1992
- 『続・テキストのなかの作家たち』翰林書房、1993
- 『夏目漱石論 <男性の言説>と<女性の言説>』翰林書房、2009
- 『森鷗外の世界像』翰林書房、2013

### 編・校
- 『鷗外論集』編 講談社学術文庫、1990
- 『新日本古典文学大系 明治編 森鷗外集』池田紘一、山崎一頴、小川康子、須田喜代次 共校注、岩波書店、2004
- 『鴎外歴史文学集 第五巻　澀江抽斎』岩波書店、2000

## 参考
- J-global
- 『現代日本人名録』2002年